# Charles Binam Bikoi
Charles Binam Bikoi, né le 26 juillet 1951 à Otélé au Cameroun est un écrivain, directeur de recherche, professeur dans plusieurs universités africaines et spécialiste des civilisations anciennes et la tradition orale.

## Biographie

### Etudes
Après ses études primaires à l’école Saint Pie X dans son village natal où il obtient son certificat d’études primaires élémentaires, il entame ses études secondaires au collège Libermann à Douala où il obtient son baccalauréat A2 puis, il entre à l’université de Yaoundé I et s’inscrit à la faculté des arts, lettres et sciences humaines où il obtient un diplôme d'étude supérieur (D.E.S) en philosophie avec un thème de mémoire orienté vers l'anthropologie culturel et sociale. Il poursuit ses études à l'université Michel de Montaingne de Bordeaux III où il obtient un diplôme d'études approfondies (D.E.A) en littérature générale et comparée et un autre en ethnologie, ainsi qu'un certificat international d'écologie humaine à l'université Victor Segalen de Bordeaux II. Il est titulaire d'un doctorat en littérature générale et comparée et d'un doctorat d'Etat en lettres et sciences humaines,.

## Carrière
En 1975, il prend part activement aux efforts de mise en place d'un système de recherche crédible au Cameroun avec la première session du Conseil national de la recherche scientifique et technique, Il travaille tour à tours à l'Institut national de l'éducation, à l'Office national de la recherche scientifique et technique et à la Délégation générale à la recherche scientifique. Il fait partie de l'équipe qui assure la participation du Cameroun à la création du Centre international de recherche et de documentation sur les traditions et les langues africaines (CERDOTOLA) en 1977. En 1980,il est chef de service de publication à la Délégation générale à la recherche scientifique et technique. À partir de 1984, il occupe successivement le poste de chef de service de la coopération scientifique, de chargé d'étude et de directeur de la coopération scientifique et technique au ministère de l'enseignement supérieur et de la recherche scientifique au Cameroun tout en étant chercheur associé au CNRS de France. Coordonnateur national du projet FAO/Banque Mondial pour la restructuration du système national de recherche agronomique du Cameroun, il conduit la réalisation d'un plan à long terme puis d'un plan à moyen terme de développement de ce secteur et pilote dans ce cadre les études qui ont abouti à la création de l'Institut de recherche agricole pour le développement ainsi qu'à la création d'un programme national de recherche sur le palmier à huile, d'un programme national de recherche sur les céréales et à la mise en place du centre régional de recherche sur bananier et plantain. Puis il est désigné secrétaire général de la conférence des ministres de la recherche développement d'Afrique de l'Ouest et du Centre et est choisi en 1999 comme speaker à la conférence mondiale de l'UNESCO sur la science du 21e siècle. En 1998 il est nommé administrateur du CERDOTOLA au Cameroun, et a assuré l’intérim du secrétariat exécutif en 2004. En 2006, il est élu secrétaire exécutif du CERDOTOLA lors des assises du conseil d’administration tenues à Yaoundé et a organisé, coordonné de nombreuses réunions et rencontres internationales dans le secteur de la culture associant à l’UNESCO. Il a participé à plusieurs rencontres organisées par l’Union africaine (UA) dont le premier congrès culturel panafricain, la première conférence des intellectuels d’Afrique et de la diaspora, le quatrième congrès de l’Association des historiens africains, la première et la deuxième conférence des ministres de la culture de l’UA, la table ronde des institutions africaines, de deuxième congrès culturel panafricain et la troisième conférence des ministres de la culture de l’UA. En Octobre 2013, il a coordonné et dirigé l’organisation de la première édition des journées de communication du CERDOTOLA. En 2014, il a coordonné une série d’activités visant à doter le CERDOTOLA d’outils technologiques.